# Fajr filmfestival

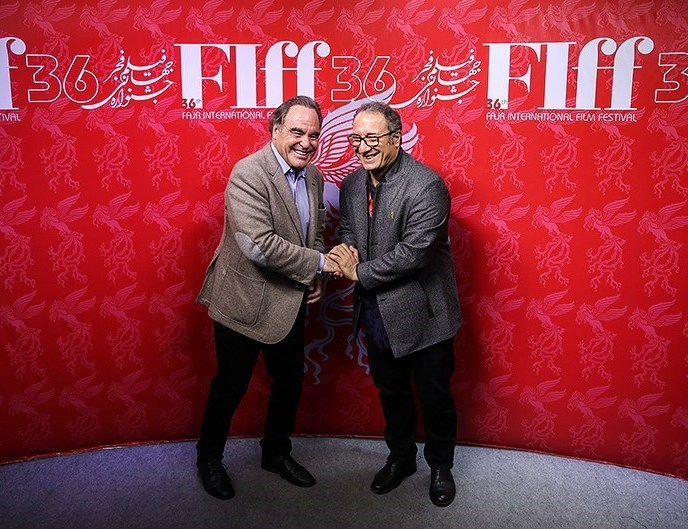
Oliver Stone och Reza Mirkarimi vid Fajr International Film Festival 2018

Fajr Filmfestival (persiska: جشنواره فیلم فجر) är en årlig filmfestival i Teheran som har hållits i februari varje år sedan 1982. Filmfestivalen övervakas av Ministeriet för kultur och islamisk vägledning och prisutdelningen äger rum på Årsdagen för den islamiska revolutionen 1979. 
Den internationella delen av festivalen går under namnet Fajr International Film Festival (FIFF) och har främjats både lokalt och globalt genom teve, radio och webbseminarier med utländska talare från bland annat USA, Storbritannien och Tyskland.
Prisutdelningen är en iransk motsvarighet till det amerikanska Oscarsgalan. År 2022 hölls festivalen i Miladtornets kongresscentrum.

## Internationella priskategorier

Filmfestivalens logo med den mytologiska fågeln Simorgh

De mest kända och prestigefyllda priserna i den internationella delen av festivalen är följande:
- Guld-simorgh för Bästa film
- Silver-simorgh för Bästa filmregissör
- Silver-simorgh för Bästa manus
- Silver-simorgh för Bästa skådespelerska
- Silver-simorgh för Bästa skådespelare
- Silver-simorgh för Bästa kortfilm

Priskategorierna är döpta efter Simorgh, en fågel i persisk mytologi. Ingen film kan erhålla fler än två priser.

## Besökare
Genom åren har festivalen besökts av många internationella filmpersonligheter, av vilka några har medverkat som jurymedlemmar. Dessa inkluderar: Oliver Stone, Krzysztof Zanussi, Semih Kaplanoglu, Bruce Beresford, Percy Adlon, Bela Tarr, Jan Troell, Helma Sanders-Brahms, Agnieszka Holland, Andrey Zvyagintsev och Costa-Gavras.